# Appartementisering

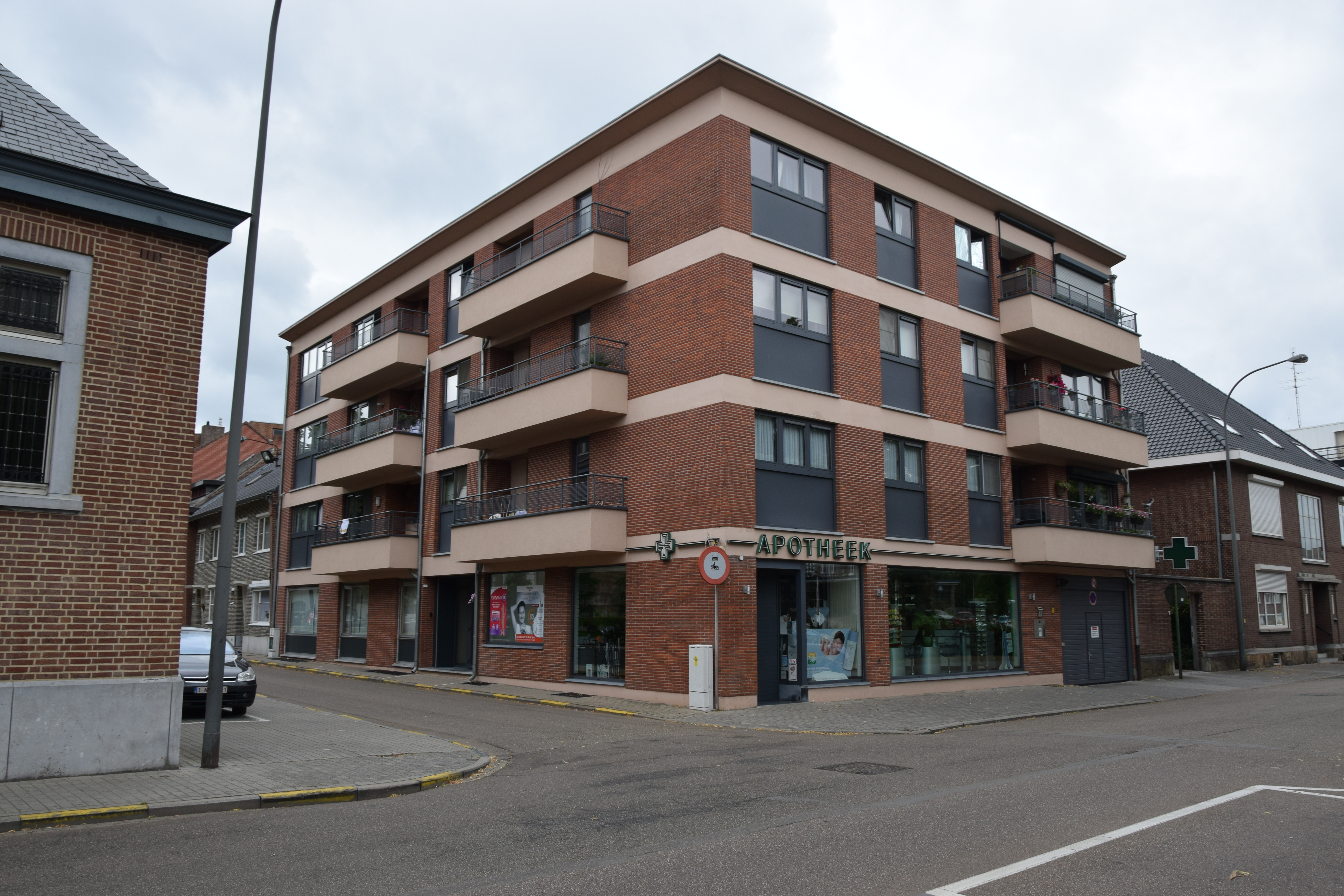
Voorbeeld van verappartementisering in Maaseik.

Appartementisering is het stedenbouwkundig fenomeen waarbij rijwoningen en vrijstaande woningen in stads- en dorpskernen vervangen worden door appartementsgebouwen. Oorzaken zijn de schaarse bebouwbare percelen, de mobiliteitsproblemen die voor verstedelijking zorgt, en de verstrengde isolatienormen.
Verappartementisering is een opkomend fenomeen in de dichtbevolkte regio Vlaanderen, vooral in de centrumsteden en in de kustgemeenten. Zo steeg het aantal bouwaanvragen voor appartementen van 16.000 in 2011 naar 30.000 in 2018.